# Cimbex
Genre
Cimbex est un genre d'hyménoptères symphytes, des insectes proches des guêpes, au corps trapu et aux antennes en massue. Certaines espèces, comme Cimbex femoratus, sont d'un poids important et d'une grande taille.

## Liste des espèces
Selon BioLib (14 décembre 2021) :
- Cimbex americanus Leach, 1817
- Cimbex connatus (Schrank, 1776)
- Cimbex fagi Zaddach, 1863
- Cimbex femoratus (Linnaeus, 1758)
- Cimbex luteus (Linnaeus, 1761)
- Cimbex pacificus Cresson, 1880
- Cimbex rubidus Cresson, 1880
- Cimbex semideus Cresson, 1880

Espèces fossiles
- Cimbex chromoptera Zhang, 1989 †
- Cimbex miocenica Riou, 1992 †
- Cimbex turoliana Riou, 1992 †
- Cimbex vetusculus Cockerell, 1922 †

## Espèces européennes
Selon Fauna Europaea (14 décembre 2021) :
- Cimbex connatus
- Cimbex fagi
- Cimbex femoratus
- Cimbex luteus
- Cimbex quadrimaculatus